# Histanocerus wallacei
Histanocerus wallacei es una especie de coleóptero de la familia Pterogeniidae.

## Distribución geográfica
Habita en Indonesia.